# BMW N47
| N47                            | N47                                            |
| ------------------------------ | ---------------------------------------------- |
|                                |                                                |
| Виробник:                      | BMW                                            |
| Марка:                         | N47                                            |
| Тип:                           | Чотирициліндровий двигун                       |
| Робочий об'єм:                 | - 1,6 л (1598 см3) - 2,0 л (1995 см3) см3      |
| Максимальна потужність:        | 70-160 кВт (94-215 к.с.) кВт                   |
| Максимальний обертовий момент: | 235–450 Н⋅м (173–332 фунт⋅фут) Н·м             |
| Конфігурація:                  | Рядний, 4-циліндровий                          |
| Циліндрів:                     | 4                                              |
| Клапанів:                      | 16                                             |
| Хід поршня:                    | - 83,6 мм (3,29 дюйма) - 90 мм (3,54 дюйма) мм |
| Діаметр циліндра:              | - 78 мм (3,1 дюйма) - 84 мм (3,3 дюйма) мм     |
| Ступінь стиску:                | 16,1:1-16,5:1                                  |
| Система живлення:              | Common Rail                                    |
| Охолодження:                   | рідинне охолодження                            |
| Матеріал блоку циліндрів:      | алюміній                                       |
| Ресурс:                        | 250-300 тис. км.                               |
| Тактність (число тактів):      | 4                                              |
| Рекомендоване паливо:          | Дизельне паливо EN 590                         |

BMW N47 – чотирициліндровий дизельний двигун з турбонаддувом із системою живлення загальної магістралі Common Rail, розроблений та виготовлений концерном BMW. Має багато вдосконалень порівняно зі своїм попередником, M47. У 2014 році його замінив чотирициліндровий дизельний двигун із системою живлення загальної рампи B47.

## Перше використання
Двигун N47 дебютував у березні 2007 року в оновлених 1 серії BMW E87 та E81 і був доступний у 1 серії BMW E82 та E88, які були представлені пізніше того ж року.

## Використання в інших моделях
Двигун також став доступним у 5-й серії BMW E60 та E61 з вересня 2007 року, через кілька місяців після того, як 5-я серія була оновлена, протягом цього часу старіший M47 залишався доступним.
У 2008 модельному році 3 серії E90/E91/E92/E93, коли вся 3 серія отримала технологію компанії Efficient Dynamics. Невдовзі він став доступним у X3 і з того часу став доступним у X1.
N47 поставляється як 1,6 л; 97,5 дюйм3 (1 598 см3) (D16) і 2,0 л; 121,7 дюйм3 (1 995 см3) (D20), останній за потужністю ідентичний серії M47TU/TU2.

### 1,6 л (97,5 куб. дюймів, 1598 куб.см, D16)

#### Версія 70 кВт
70 кВт (94 к. с.) налаштування використовувалось в F20 114d.

#### Версія 85 кВт
85 кВт (114 к. с.) налаштування використовувалося у версії F20 116d EfficientDynamics.
На папері він показує такі ж показники продуктивності, як і звичайний 116d (який використовує D20 у 85 варіант кВт), попри менший об’єм двигуна.

### 2,0 л (121,7 куб. дюймів, 1995 куб.см, D20)

#### Версія 85 кВт
85 кВт (114 к. с.) налаштування для початкового рівня E81 і E87 116d, а також початкового рівня 3 серії E90 316d. Також використовувався в 3 серії F30 316d.

#### Версія 105 кВт
105 кВт (141 к. с.) модель використовувалася в наступному:
- E81, E82, E87 і E88 118d
- E90 і E91 318d
- F20 118d
- F30 і F31 318d
- 2009-2015 BMW E84 sDrive18d і xDrive18d
- 2010–2016 MINI Countryman Cooper SD (R60)
- 2010–2014 MINI Cooper SD (R56)
- 2010–2015 MINI Cabrio Cooper SD (R57)
- 2010–2015 MINI Coupe Cooper SD (R58)
- 2012–2015 MINI Roadster Cooper SD (R59)
- 2013–2016 MINI Paceman Cooper SD (R61)
- 2014–2015 F22 218d
- X3 sDrive18d.

#### Версія 120 кВт
Новий 120 кВт (161 к. с.) 360 Н⋅м (266 фунт⋅фут) похідна була представлена у вересні 2009 року для 2010 модельного року. Ця версія показала винятково низькі CO2  лише 109 г/км (6,2 унція/миля) і споживання палива 68,9 милі на одному галоні.
Ця версія використовувалася в E90 BMW 320d Efficient Dynamics.

#### Версія 130 кВт
«Стандартна» модель x20d має додаткову потужність, виробляючи 130 кВт (174 к. с.) але 7 фунт⋅фут (9 Н⋅м) крутного моменту менше при 350 Н⋅м (258 фунт⋅фут). Це знайдено в
- E81/E82/E87/E88 120d
- E90/E91/E92/E93 320d
- 5 серії E60 і E61 520d
- E84 X1 X1 sDrive20d, X1 xDrive20d і E83 X3 xDrive20d.
- 2014–2015 F22 220d

У Європі ця конкретна версія є одним із найпопулярніших двигунів у всій лінійці; найбільш продаваною 3 серією є 320d, тоді як 520d є найбільш продаваною 5 серією у Великій Британії.
Оновлена версія цього двигуна, представлена в березні 2010 року, виробляє 135 кВт (181 к. с.) при 4000 об/хв і 380 Н⋅м (280 фунт⋅фут) при 1750-2750 об/хв.

#### Версія Twin Power Turbo
У жовтні 2007 року BMW представила подвійну послідовну турбомодель. Зі 150 кВт (201 к. с.), це перший серійний дизель у продажу, який досяг питомої потужності понад 100 к. с. (75 кВт) на літр. Він використовує ту саму технологію турбонаддуву, яка вперше була показана в E60 535d.
150 кВт (201 к. с.) модель використовувалася в
- E81/E82/E87/E88 123d
- E84 X1 xDrive 23d
- 2014–2015 F22 225d

Пізніше двигун отримав оновлення, яке підвищило продуктивність до 160 кВт (215 к. с.) і використовувався на цих моделях:
- F20 125d
- F22 225d
- F30 325d
- F32 425d
- F10 525d
- E84 X1 xDrive 25d

## Варіанти
| Двигун | Об'єм             | Ступінь стиснення | Потужність                         | Крутний момент                             | Роки     |
| ------ | ----------------- | ----------------- | ---------------------------------- | ------------------------------------------ | -------- |
| N47D16 | 1,6 л (1 598 см3) | 16,5:1            | 70 кВт (94 к. с.) при 4000 об/хв   | 235 Н⋅м (173 фунт⋅фут) при 1500-2750 об/хв | 2013 рік |
| N47D16 | 1,6 л (1 598 см3) | 16,5:1            | 85 кВт (114 к. с.) при 4000 об/хв  | 260 Н⋅м (192 фунт⋅фут) при 1500-2750 об/хв | 2012 рік |
| N47D20 | 2,0 л (1 995 см3) | 16,5:1            | 85 кВт (114 к. с.) при 4000 об/хв  | 260 Н⋅м (192 фунт⋅фут) при 1750 об/хв      | 09/2009  |
| N47D20 | 2,0 л (1 995 см3) | 16,5:1            | 105 кВт (141 к. с.) при 4000 об/хв | 300 Н⋅м (221 фунт⋅фут) при 3000 об/хв      | 03/2007  |
| N47D20 | 2,0 л (1 995 см3) | 16,5:1            | 120 кВт (161 к. с.) при 4000 об/хв | 340 Н⋅м (251 фунт⋅фут) при 2000 об/хв      | 09/2009  |
| N47D20 | 2,0 л (1 995 см3) | 16,5:1            | 130 кВт (174 к. с.) при 4000 об/хв | 350 Н⋅м (258 фунт⋅фут) при 3000 об/хв      | 03/2007  |
| N47D20 | 2,0 л (1 995 см3) | 16,5:1            | 135 кВт (181 к. с.) при 4000 об/хв | 380 Н⋅м (280 фунт⋅фут) при 2750 об/хв      | 03/2010  |
| N47D20 | 2,0 л (1 995 см3) | 16,1:1            | 150 кВт (201 к. с.) при 4400 об/хв | 400 Н⋅м (295 фунт⋅фут) при 2000 об/хв      | 03/2010  |
| N47D20 | 2,0 л (1 995 см3) | 16,5:1            | 160 кВт (215 к. с.) при 4400 об/хв | 450 Н⋅м (332 фунт⋅фут) при 2500 об/хв      | 2011 рік |

## Проблеми з ланцюгом ГРМ
Сімейство двигунів N47 схильне до надмірного зносу ланцюга ГРМ і передчасного виходу з ладу. Деренчання в задній частині двигуна вказує на такий стан. Несправність ланцюга ГРМ може вимагати заміни двигуна або дорогого ремонту. Найбільш серйозно постраждалі агрегати, які потребують найбільшого ремонту, були вироблені з 01.03.2007 по 05.01.2009. Проте часто надходять повідомлення про несправність ланцюга ГРМ у двигунах BMW 1, 3 та 5 серій, випущених з 2004 року до принаймні 2011 року в дизельних версіях. Часом несправність призводила до небезпечного відключення двигуна під час руху автомобіля — іноді на відносно високій швидкості. «Підвищення якості» було видано BMW для деяких, але не для всіх автомобілів, але з того часу його було припинено.

## Інші питання
Зворотна пружина перепускного клапана турбіни спочатку не була змащена або покрита, це часто призводило до раннього виходу з ладу, через що перепускний клапан залишався частково або повністю відкритим. З подальшою втратою компресії витрата палива збільшився на 30-50%. Проблема була описана інженерами BMW як «відома несправність» і була негайно усунена (мобільні інженери BMW навіть привезли коробки з покращеною пружиною), однак BMW відмовилася компенсувати клієнтам надмірну витрату палива і заперечила, що ця несправність є їхньою відповідальністю.
У міру дорослішання автомобілів, оснащених цим двигуном, деякі шланги в моторному відсіку можуть почати ламатися. Це не можна ігнорувати, навіть якщо це не освітлює CEL, воно просто встановлює код в ECU. Якщо вакуумний шланг, що подає перепускний клапан охолоджувача EGR, протирається або ламається через старість і бризки масла, охолоджувач EGR не буде обходити під час періоду прогріву двигуна. Це спричиняє надмірне накопичення в матриці охолоджувача, і коли двигун прогрівається, ці тверді шматки накопичення можуть від’єднатися від охолоджувача EGR і засмоктатися у пластикову впускну трубку, розплавляючи отвори у впускній трубці, викликаючи масовий витік наддуву та дуже рідкісні випадки пожежі двигуна. У 2018 році BMW оголосила про відкликання понад 1,6 мільйона автомобілів через проблеми з EGR.